# Veldtrechterspin
De veldtrechterspin (Eratigena agrestis, voorheen Tegenaria agrestis) of hobospin behoort tot de familie van trechterspinnen. Deze spinnen maken een niet-klevend web in de vorm van een tunnel met aan het eind een trechter. In de trechter wacht de spin tot er een prooi in verzeild raakt.
De veldtrechterspin zal over het algemeen net als de meeste spinnen contact met mensen proberen te vermijden. In de Verenigde Staten heeft deze spin de naam agressief te zijn en een vervelende beet te kunnen geven, hoewel daar door deskundigen aan wordt getwijfeld. in Europa heeft de spin geen slechte naam. Incidenteel verschijnen er in de sensatiepers verhalen die vooral opvallen door vele biologische onjuistheden, en niet van bewijs vergezeld gaan.
De naam 'agrestis' roept mogelijk een associatie met agressie op, maar betekent slechts 'van de velden'; het is verwant aan ons woord 'agrarisch'.
Het lichaam (exclusief poten) van vrouwtjes kan 11 tot 15 millimeter groot worden, terwijl mannetjes slechts 8 tot 11 millimeter worden.
Oorspronkelijk komt de spin uit West- en Centraal-Europa maar tegenwoordig wordt de spin ook in Noord-Amerika aangetroffen.